# The Legend
The Legend è la prima raccolta del gruppo new age francese Era, pubblicata il 15 dicembre 2000.

## Tracce

### CD 1
1. Ameno (remix) – 3:45
2. Mother (remix) – 4:02
3. Avemano – 4:17
4. Enae Volare mezzo – 3:47
5. Misere Mani – 4:02
6. Cathar Rhythm – 3:17
7. Ameno – 4:18
8. Sempire d'Amor – 1:50
9. Mother – 4:59
10. Mirror – 3:57
11. Era – 3:16
12. Impera – 4:31

### CD 2
1. Omen Sore – 4:41
2. Divano – 3:53
3. Devore Amante – 4:16
4. Sentence – 4:56
5. Don't You – 3:52
6. Infanati – 4:28
7. Madona – 4:19
8. Hymne – 4:56
9. Misere Mani – 4:07
10. In Fine – 4:23